# Arrondissement Die
Das Arrondissement Die ist eine Verwaltungseinheit des Département Drôme in der französischen Region Auvergne-Rhône-Alpes. Unterpräfektur ist Die.

## Wahlkreise
Im Arrondissement liegen fünf Wahlkreise (Kantone) und 111 Gemeinden.
- Kanton Crest (mit 19 von 28 Gemeinden)
- Kanton Dieulefit (mit 6 von 44 Gemeinden)
- Kanton Le Diois
- Kanton Loriol-sur-Drôme (mit 7 von 8 Gemeinden)
- Kanton Vercors-Monts du Matin (mit 18 von 30 Gemeinden)

## Gemeinden
Die Gemeinden des Arrondissements Die sind:
| 1. Allex (26006)                    | 2. Ambonil (26007)                  | 3. Aouste-sur-Sye (26011)           | 4. Arnayon (26012)                    |
| 5. Aubenasson (26015)               | 6. Aucelon (26017)                  | 7. Aurel (26019)                    | 8. Autichamp (26021)                  |
| 9. Barnave (26025)                  | 10. Barsac (26027)                  | 11. La Bâtie-des-Fonds (26030)      | 12. Beaufort-sur-Gervanne (26035)     |
| 13. Beaumont-en-Diois (26036)       | 14. Beaurières (26040)              | 15. Bellegarde-en-Diois (26047)     | 16. Boulc (26055)                     |
| 17. Bouvante (26059)                | 18. Brette (26062)                  | 19. Chabrillan (26065)              | 20. Le Chaffal (26066)                |
| 21. Chalancon (26067)               | 22. Chamaloc (26069)                | 23. La Chapelle-en-Vercors (26074)  | 24. Charens (26076)                   |
| 25. Chastel-Arnaud (26080)          | 26. Châtillon-en-Diois (26086)      | 27. La Chaudière (26090)            | 28. Cliousclat (26097)                |
| 29. Cobonne (26098)                 | 30. Crest (26108)                   | 31. Die (26113)                     | 32. Divajeu (26115)                   |
| 33. Échevis (26117)                 | 34. Espenel (26122)                 | 35. Establet (26123)                | 36. Eurre (26125)                     |
| 37. Eygluy-Escoulin (26128)         | 38. Félines-sur-Rimandoule (26134)  | 39. Francillon-sur-Roubion (26137)  | 40. Gigors-et-Lozeron (26141)         |
| 41. Glandage (26142)                | 42. Grane (26144)                   | 43. Gumiane (26147)                 | 44. Jonchères (26152)                 |
| 45. Laval-d’Aix (26159)             | 46. Léoncel (26163)                 | 47. Lesches-en-Diois (26164)        | 48. Livron-sur-Drôme (26165)          |
| 49. Loriol-sur-Drôme (26166)        | 50. Luc-en-Diois (26167)            | 51. Lus-la-Croix-Haute (26168)      | 52. Marignac-en-Diois (26175)         |
| 53. Menglon (26178)                 | 54. Mirabel-et-Blacons (26183)      | 55. Mirmande (26185)                | 56. Miscon (26186)                    |
| 57. Montclar-sur-Gervanne (26195)   | 58. Montlaur-en-Diois (26204)       | 59. Montmaur-en-Diois (26205)       | 60. Montoison (26208)                 |
| 61. Mornans (26214)                 | 62. La Motte-Chalancon (26215)      | 63. La Motte-Fanjas (26217)         | 64. Omblèze (26221)                   |
| 65. Oriol-en-Royans (26223)         | 66. Pennes-le-Sec (26228)           | 67. Piégros-la-Clastre (26234)      | 68. Plan-de-Baix (26240)              |
| 69. Le Poët-Célard (26241)          | 70. Ponet-et-Saint-Auban (26246)    | 71. Pontaix (26248)                 | 72. Poyols (26253)                    |
| 73. Pradelle (26254)                | 74. Les Prés (26255)                | 75. Recoubeau-Jansac (26262)        | 76. La Répara-Auriples (26020)        |
| 77. Rimon-et-Savel (26266)          | 78. Rochechinard (26270)            | 79. Rochefourchat (26274)           | 80. La Roche-sur-Grane (26277)        |
| 81. Romeyer (26282)                 | 82. Rottier (26283)                 | 83. Saillans (26289)                | 84. Saint-Agnan-en-Vercors (26290)    |
| 85. Saint-Andéol (26291)            | 86. Saint-Benoit-en-Diois (26296)   | 87. Saint-Dizier-en-Diois (26300)   | 88. Saint-Jean-en-Royans (26307)      |
| 89. Saint-Julien-en-Quint (26308)   | 90. Saint-Julien-en-Vercors (26309) | 91. Saint-Laurent-en-Royans (26311) | 92. Saint-Martin-en-Vercors (26315)   |
| 93. Saint-Martin-le-Colonel (26316) | 94. Saint-Nazaire-en-Royans (26320) | 95. Saint-Nazaire-le-Désert (26321) | 96. Saint-Roman (26327)               |
| 97. Saint-Sauveur-en-Diois (26328)  | 98. Saint-Thomas-en-Royans (26331)  | 99. Sainte-Croix (26299)            | 100. Sainte-Eulalie-en-Royans (26302) |
| 101. Saou (26336)                   | 102. Solaure en Diois (26001)       | 103. Soyans (26344)                 | 104. Suze (26346)                     |
| 105. Vachères-en-Quint (26359)      | 106. Valdrôme (26361)               | 107. Val-Maravel (26136)            | 108. Vassieux-en-Vercors (26364)      |
| 109. Vaunaveys-la-Rochette (26365)  | 110. Vercheny (26368)               | 111. Volvent (26378)                |                                       |

## Neuordnung der Arrondissements 2017

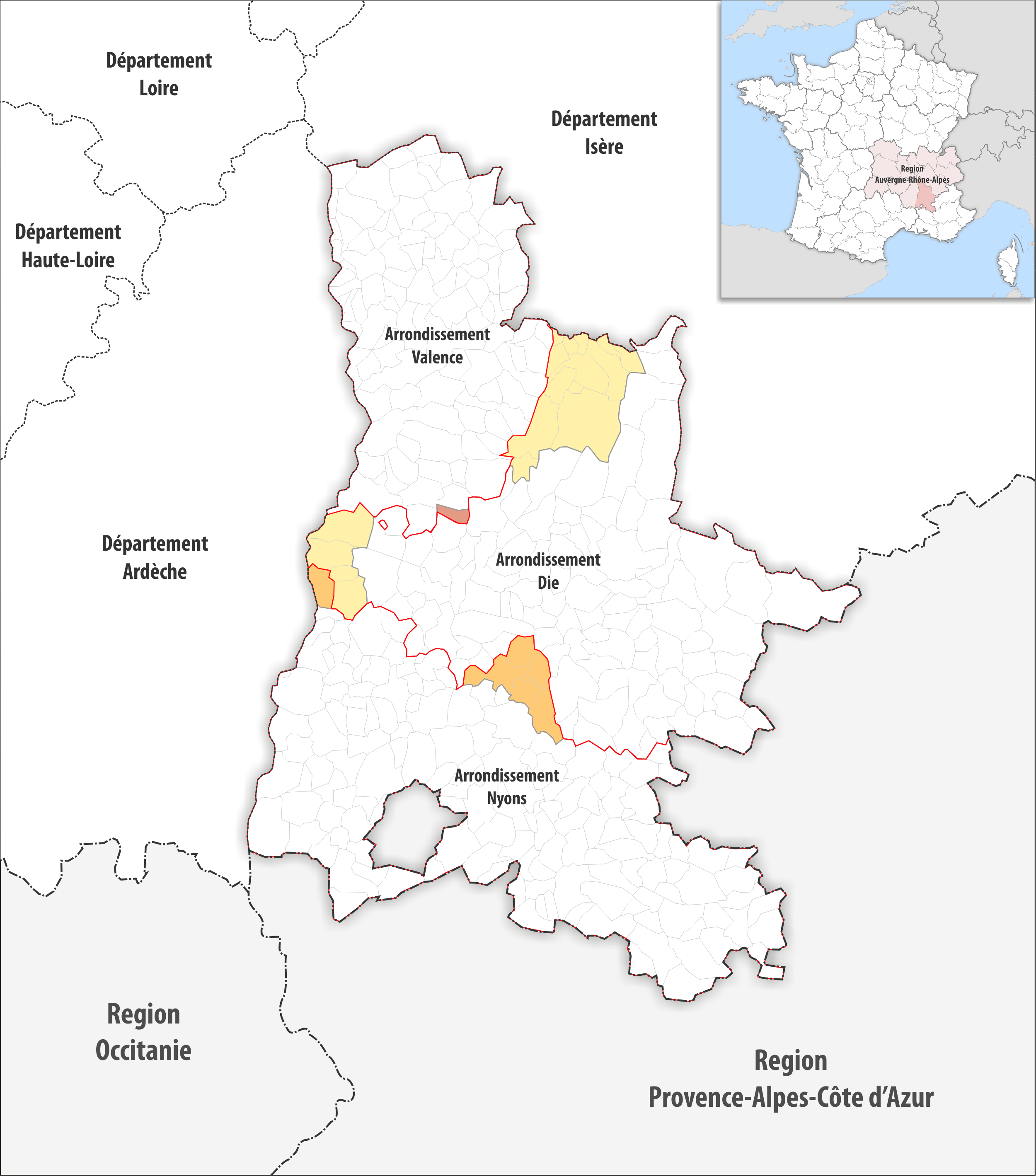
Arrondissementsanpassungen im Jahr 2017

Durch die Neuordnung der Arrondissements im Jahr 2017 wurden die sechs Gemeinden Bézaudun-sur-Bîne, Bourdeaux, Bouvières, Crupies, Les Tonils und Truinas aus dem Arrondissement Die dem Arrondissement Nyons zugewiesen. Die 17 Gemeinden Bouvante, Le Chaffal, Cliousclat, Échevis, Léoncel, Livron-sur-Drôme, Loriol-sur-Drôme, Mirmande, La Motte-Fanjas, Oriol-en-Royans, Rochechinard, Saint-Jean-en-Royans, Saint-Laurent-en-Royans, Saint-Martin-le-Colonel, Saint-Nazaire-en-Royans, Saint-Thomas-en-Royans und Sainte-Eulalie-en-Royans wurden aus dem Arrondissement Valence dem Arrondissement Die zugewiesen.
Dafür wurde die Gemeinde Ourches vom Arrondissement Die dem Arrondissement Valence zugewiesen.

## Weitere Neuordnungen
- Zum 10. Januar 2018 wurde die Gemeinde Ambonil aus dem Arrondissement Valence in das Arrondissement Die übergeführt.[1]
- Zum 24. Juni 2021 wurde die Gemeinde Puy-Saint-Martin aus dem Arrondissement Die in das Arrondissement Nyons übergeführt.[2]

## Ehemalige Gemeinden seit 2015
- Bis 2024: Véronne
- Bis 2018: Châtillon-en-Diois, Treschenu-Creyers
- Bis 2015: Aix-en-Diois, Molières-Glandaz